# Albert Sándor (politikus)
Albert Sándor (Nagykapos, 1943. május 24. –) egyetemi tanár, politikus.

## Élete
1961-ben érettségizett a kassai magyar tanítási nyelvű ipariskolában. 1966-ben gépészmérnökként végzett a kassai Műszaki Egyetemen. 1966–1990 között a kassai magyar tanítási nyelvű ipariskola tanára volt. 1990–2004 között a Kassai Műszaki Egyetem tanszékvezető docense, 2002–2006 között a Szlovák Köztársaság Nemzeti Tanácsának képviselője az MKP színeiben. 2004–2008 között a komáromi Selye János Egyetem rektora.
2008-tól a Nyugat-magyarországi Egyetem díszdoktora. Kutatóként fő szakterülete a gépészettan oktatásának módszertana.

## Elismerései
- 2002 Szlovák Kormány Ezüstérme
- 2007 Magyar Köztársaság Országgyűlésének Emlékérme
- 2008 Magyar Köztársaság Elnökének Emlékérme
- 2013 Magyar Érdemrend tisztikeresztje
- 2015 Pro Probitate – Helytállásért díj
- 2023 Nyitra Megyei Önkormányzat díja[2]

## Művei
- 1974 Zbierka príkladov zo stavby a prevádzky strojov (tankönyv)
- 1982 Konštrukčné cvičenia pre 2. roč. SPSŠ (tankönyv)